# Pöchlarn
Pöchlarn là một thị xã thuộc huyện Melk trong bang Niederösterreich. Painter and writer Oskar Kokoschka was born here in 1886.